# Sigifredo Montoya López
Sigifredo Montoya López (Huépac Sonora, 1 de junio de 1920 - 17 de febrero de 2016) fue un médico, cronista, maestro, servidor público, escritor y poeta. Fue reconocido por habilitar condiciones para trasaladar enfermos a la capital del estado, ya que debido a la falta de caminos y las condiciones climáticas de la región, organizaba viajes en avionetas con enfermos en estado crítico para la ciudad de Hermosillo. Fue gestor ante la Presidencia de la Repúbica en 1971 para se creara Escuela Secundaria Técnica N.º 17 de Huépac, con servicio a pueblos del Río Sonora. Como Regidor fue Presidente de la Junta de Progreso y Bienestar del Comité de Salud y, fue Presidente Municipal en el periodo de 1967 a 1970 en Huépac. Como reconocimiento a su trayectoria la biblioteca municipal de Huépac y una calle del mismo poblado llevan su nombre.

## Biografía
Hijo de Francisco Montoya López y María del Carmen López Félix. Participó en concursos de oratoria y declamación; fue presidente de la sociedad de alumnos. Designado delegado en 1938 al primer congreso de estudiantes de Secundaria con sede en la Ciudad de México en las instalaciones del Colegio Revolución. En ese mismo año fue representante en atletismo en la tercera olimpiada estatal. Estudió mecánica automotriz por correspondencia en la escuela Rauzenknauz de los Ángeles California.
De 1939 a 1941 estudia en la escuela Nacional Preparatoria de la Ciudad de México. Realiza sus estudios de médico cirujano partero en la facultad de Medicina de la UNAM de 1942 a 1947. Permanece en la Ciudad de México hasta 1949 y en 1950 regresa a Huépac a prestar sus servicios como médico, trazndo estrategias para mejorar la salud de los pobladores y sus condiciones de vida, alimentación e higiene.

## Trayectoria
Durante su gestión como presidente municipal se traza y reforesta la plaza pública y se instala el kiosco actual. Encabeza con el diputado Benjamín Villaescusa una delegación de autoridades para gestionar carretera de Mazocahui a Río Sonora. Se realizó el primer intercambio con jóvenes de varios países quienes apoyaban en actividades de reforestación, preparación de alimentos, deportes, actividades manuales, entre otras.  Como primer Regidor en la Administración de Cándido Padilla (1960-1963), organiza y lleva a la práctica proyecto de cultivo de peces de agua dulce con apoyo del Gobierno Federal.
1971 a 1976 fue presidente de la Junta de Progreso y Bienestar. 1973-1976 Durante la Administración del Sacramento Méndez, fue presidente del Comité de Salud y gestiona ante el Gobernador Carlos Armando Biebrich el actual Centro de Salud. Fue secretario de la Asociación Ganadera durante 6 años.
En 1981 se inicia como maestro de Ciencias Naturales y médico escolar en la Secundaria Técnica no. 17 Alejandro Carrillo Durón, actividades que realizó hasta el año 2014. También fue miembro activo en la reforma educativa participando como maestro de escuela piloto; apoyando además con diversos comentarios referentes a su área. En 1991 es nombrado Cronista Municipal y se integra como miembro de la Asociación de Cronistas Sonorenses y, en el año de 1996 ingresó a la Sociedad Sonorense de Historia. En el año de 2015 presentó su libro El valle de Sonora, el origen de un nombre, referente a la historia de Huépac y la Región del Río de Sonora.
También realizó publicaciones compiladas en los congresos de la Sociedad Sonorense de Historia y en libros editados por Asociación de Cronistas de Sonora.